# Lipan, Texas
Lipan [ˈlaɪpæn] är en ort i Hood County i Texas. Vid 2010 års folkräkning hade Lipan 430 invånare.